# 콜롬비아 군사종합전투학교
콜롬비아 군사종합전투학교(Escuela Superior de Guerra)는 1909년 콜롬비아 보고타에서 첫 개교되어 현재에 이르고 있는 육해공군 종합 군사학교이다.
라파엘 레예스와 가브리엘 파리스 고르디요라는 두 전직 콜롬비아 대통령이 이 학교 출신이다.